# Copeland, Kansas
Copeland är en ort i Gray County i Kansas. Vid 2010 års folkräkning hade Copeland 310 invånare.